# غرب هات‌داگ
غرب هات‌داگ (انگلیسی: West of Hot Dog) یک فیلم کمدی آمریکایی است که در سال ۱۹۲۴ منتشر شد. از بازیگران آن می‌توان به استن لورل و لو میهن اشاره کرد.